# Gerd Lucke
Gerd Lucke (* 30. Juni 1943 in Baschkow, Kreis Krotoschin) ist ein deutscher Keramiker und Restaurator.

## Leben und Werk
Die Familie Luckes wurde in der Folge des Zweiten Weltkriegs aus Polen vertrieben und kam in die Sowjetische Besatzungszone nach Gröditz. Dort pachtete sie einen Bauernhof. Luckes Gröditzer Zeichenlehrer Malucha entdeckte Luckes künstlerisches Talent und vermittelte ihm eine Lehrstelle als Töpfer in Hohenleipisch. Nach dem Lehrabschluss arbeitete Lucke ab 1960 als Töpfer in Waldenburg. Von 1965 bis 1975 war er Werkstattleiter in der Abteilung Keramik der Hochschule für industrielle Formgestaltung Halle – Burg Giebichenstein. Seitdem arbeitet er als freischaffender Keramiker, erst in Halle (Saale), ab 1984 in Weißenfels und seit 2008 in Born a. Darß. 1966 erwarb er den Meistertitel. Neben den freien Arbeiten, insbesondere als Gefäßkeramiker, erhielt Lucke öffentliche Aufträge für repräsentative Objekte. U. a. schuf er 1978 für das Schwimmbad eines großen Erholungsheims (heute Cliff-Hotel) in Sellin drei Raumplastiken Seeanemonen. In der zweiten Hälfte der 1970er Jahre gehörte er gemeinsam mit seiner Ehefrau Astrid Lucke zu der von Manfred Kandt geleiteten Projektgruppe für die künstlerische Gestaltung des großen Ferienkomplexes „Roter Oktober“ (heute Hotel Baltic) der Wismut AG in Zinnowitz. Im Auftrag des Staatlichen Kunsthandels der DDR machte er Entwürfe für die Serienfertigung der Veltener Keramikwerkstatt Grothe.
Lucke war von 1968 bis 1990 Mitglied des Verbands Bildender Künstler der DDR. Er hatte in der Zeit der DDR ab 1974 Einzelausstellungen und war an vielen Gruppenausstellungen beteiligt, außerhalb der DDR auch in Ägypten, der Bundesrepublik, Bulgarien, Polen, Rumänien und der UdSSR.
Nach der deutschen Wiedervereinigung betätigte Lucke sich auch als Restaurator, vor allem an und in Kirchen und öffentlichen Gebäuden, u. a. in Halle, Rostock und Zeitz und im Schweriner Dom in der Georgenkirche Wismar. Beim Wiederaufbau des Kommandantenhauses in Berlin schuf er bis 2003 in Terrakotta die acht etwa 1,80 m hohen Adler, die den Risalit schmücken. Gebrannt wurden diese bei Tomas Grzimek in Sieversdorf.
Außerdem schuf Lucke für die Porzellanmanufaktur Meißen Unikate.

## Ehrungen
- 1973: Goldmedaille der Internationalen Keramikausstellung Sopot
- 1978: Ehrendiplom der II. Quadriennale des Kunsthandwerks sozialistischer Länder in Erfurt
- 1982: 2. Preis der III. Quadriennale des Kunsthandwerks sozialistischer Länder
- 1982: Verdienstmedaille der DDR
- 1983: Gutes Design

## Rezeption
„ . . . bewältigt mit meisterhafter Sicherheit große gedrehte Formen von plastischer Wucht. Immer wieder kehrt er zu Kugel, Zylinder und Kegel zurück, aus denen er alle Formen zusammensetzt.“
Eva Mahn

## Museen und öffentliche Sammlungen mit Werken Luckes (unvollständig)
- Berlin: Kunstgewerbemuseum im Schloss Köpenick
- Dresden: Kunstgewerbemuseum Dresden im Schloss Pillnitz[4]
- Frechen: Keramion
- Halle (Saale): Kunstmuseum Moritzburg
- Leipzig: Grassi Museum für Angewandte Kunst
- Magdeburg: Kunstmuseum Kloster Unser Lieben Frauen
- Schwerin: Staatliches Museum Schwerin

## Ausstellungen (unvollständig)

### Einzelausstellungen
- 1984: Karl-Marx-Stadt, Galerie Schmidt-Rottluff (mit Astrid Lucke)
- 1989: Berlin, Galerie Unter den Linden (mit Astrid Lucke)
- 1992: Bonn-Bad Godesberg, Muffendorfer Keramikgalerie (mit Astrid Lucke)
- 2008: Gera, Museum für Angewandte Kunst, und Halle, Galerie am Domplatz („An den Grenzen des Möglichen“)
- 2012: Halle (Saale), Zeitkunstgalerie (mit Günther Rechn)[5]

### Teilnahme an Gruppenausstellungen
- 1969, 1974 und 1979: Halle (Saale), Bezirkskunstausstellungen
- 1970, 1973, 1976, 1979 und 1981: Sopot, Internationale Keramikausstellung
- 1974, 1978 und 1982: Erfurt, Quadriennale des Kunsthandwerks sozialistischer Länder
- 1977: Magdeburg, Museum Kloster Unser Lieben Frauen („Keramik in der DDR“)
- 1982 bis 1988: Dresden, VII. bis X. Kunstausstellung der DDR
- 1991: Erfurt, Configura I (Nachfolgerin der Quadriennale des Kunsthandwerks)
- 2012: Harsewinkel-Marienfeld, Kloster Marienfeld (Werke Giebichensteiner Keramikerinnen und Keramiker)
- 2023: Lübsdorf, Schloss Wiligrad („Bildhafte Keramik“)